# Lucía Dammert
Lucía Dammert Guardia (Lima, 19 de enero de 1972) es una socióloga, escritora y docente universitaria peruana nacionalizada chilena desde 2013. Desde fines de marzo de 2022 hasta el 15 de septiembre del mismo año se desempeñó como la jefa de asesores del gabinete del presidente chileno Gabriel Boric.

## Biografía
Hija del político peruano Manuel Dammert Ego-Aguirre y Flor Guardia. Tataranieta de la filántropa Juana Alarco de Dammert.
Estudió sociología en la Universidad Nacional de Cuyo, Argentina hasta graduarse en 1995. Obtuvo una Maestría en Ciencias en Planeamiento Urbano y Regional en la Universidad de Pittsburgh, Estados Unidos en 1997 y un doctorado en Ciencia Política en la Universidad de Leiden, Holanda en 2010.
Fue Directora del Programa Seguridad y Ciudadanía de la Facultad Latinoamericana de Ciencias Sociales-Chile (Flacso, 2005-2010).
En 2012 ocupó el cargo de profesora asociada en Humanidades en la Universidad de Santiago de Chile, hasta el 2019 y en adelante que nombrada profesora titular.
En la Subsecretaría del Interior de Chile durante la gestión de Mahmud Aleuy fue Jefa de Asesores (2014-2015) y Jefa de la División de Estudios (2015-2016).
En 2017 fue consultora del Banco Interamericano de Desarrollo para el Ministerio del Interior del Perú y de Unesco para el Ministerio de Educación del Perú.
Se desempeñó como miembro del Consejo Asesor en Temas de Desarme de la Secretaría General de Naciones Unidas (2017-2020).
En el plano académico, ha sido profesora visitante en el Centro de Estudios Latinoamericanos David Rockefeller de la Universidad de Harvard.
En enero de 2022 fue anunciada como Jefa de Gabinete de Asesores de La Moneda, en el gobierno de Gabriel Boric, cargo que ejerció hasta el 15 de septiembre del mismo año.

## Publicaciones
Dammert ha publicado una decena de libros, varios capítulos en libros y más de 40 artículos académicos, de manera individual y colaborativa.
En 2011, junto a Thomas Bruneau y Elizabeth Skinner, editó y publicó el libro Maras - Gang Violence and Security in Central America (University of Texas Press), en donde se reúnen once artículos sobre la violencia de bandas criminales en Centro América.
En 2012 publicó el libro Fear and Crime in Latin America - Redefining State-Society Relations (Routledge: Londres) en donde «propone una perspectiva teórica única que incluye un análisis sociológico, criminológico y político para comprender el miedo al crimen. Ella describe sus vínculos con temas como la segregación urbana, las actitudes sociales, la confianza institucional, las políticas públicas y los discursos autoritarios en el pasado reciente de Chile».